# Општина Станари
Општина Станари је општина у Републици Српској, БиХ. Сједиште општине је насељено мјесто Станари. На попису становништва 2013. у Босни и Херцеговини, 13 насељених мјеста, од којих је годину дана касније образована општина Станари су били у саставу града Добоја, и у њима је према коначним подацима за Републику Српску које је издао Републички завод за статистику, живјело 6.958 лица. Посланици Народне скупштине Републике Српске су 9. септембра 2014. једногласно усвојили закон о оснивању општине Станари.

## Географија
Општина се налази у сливу ријеке Укрине, на подручју Крњина на сјеверу Републике Српске. На истоку се граничи са градом Добојем, на сјеверу са општином Дервента, на сјеверозападу са општином Прњавор, те на југозападу са општином Теслић.

## Култура и образовање
У општини постоје два културно-умјетничка друштва: КУД "Лазарица" из Станара (основано 2008) и КУД "Церовица" из Церовице (основано 2009). У оквиру КУД-а "Церовица" постоји и етно група "Крин".
Прије Одбрамбено-отаџбинског рата, у Станарима је постојало културно-умјетничко друштво "Рудар", које је основано седамдесетих година, али је током рата престало са радом. У Станарима постоји Центар за културу у коме се организују разне културне манифестације.
У Станарима се налази централна ОШ Десанка Максимовић, а на простору цијеле општине постоји још 10 подручних школа.

## Политичко уређење

### Општинска администрација
Начелник општине представља и заступа општину и врши извршну функцију у Станарима. Избор начелника се врши у складу са изборним Законом Републике Српске и изборним Законом БиХ. Општинску администрацију, поред начелника, чини и скупштина општине. Институционални центар општине Станари је насеље Станари, гдје су смјештени сви општински органи.
Начелник општине Станари је Александар Ристић испред Уједињене Српске, који је на ту функцију ступио након локалних избора у Босни и Херцеговини 2024. године. Састав скупштине Општине Станари је приказан у табели.

## Демографија
По службеном попису становништва из 1991. године, свих 13 насељених мјеста која данас чине општину Станари су припадала општини Добој, и у њима је живјело 11.238 становника.
Приликом пописа становништва 2013. у Босни и Херцеговини, свих 13 насељених мјеста, од којих је годину касније образована општина Станари су били у саставу Града Добоја, и у тим насељима је према коначним подацима за Републику Српску које је издао Републички завод за статистику, живјело 6.958 лица. Према Агенцији за статистику Босне и Херцеговине живело је 7.329 лица.
|             | 2013.          | 1991.           |
| Укупно      | 7 329 (100,0%) | 11 238 (100,0%) |
| Срби        | 7 076 (96,55%) | 9 606 (85,48%)  |
| Хрвати      | 106 (1,446%)   | 1 162 (10,34%)  |
| Остали      | 89 (1,214%)    | 212 (1,886%)    |
| Неизјашњени | 24 (0,327%)    | –               |
| Непознато   | 10 (0,136%)    | –               |
| Роми        | 7 (0,096%)     | –               |
| Југословени | 5 (0,068%)     | 250 (2,225%)    |
| Бошњаци     | 4 (0,055%)     | 8 (0,071%)1     |
| Украјинци   | 4 (0,055%)     | –               |
| Православци | 2 (0,027%)     | –               |
| Македонци   | 1 (0,014%)     | –               |
| Муслимани   | 1 (0,014%)     | –               |

1. 1 На пописима од 1971. до 1991. Бошњаци су пописивани углавном као Муслимани.

### апсолутна етничка већина
| Број становника насеља по годинама пописа и етнички састав општине Станари, по насељеним местима, према попису из 1991. |       |       |       |       |       |       |           |       |        |             |        |
| насељено место | 1948. | 1953. | 1961. | 1971. | 1981. | 1991. | Муслимани | Срби  | Хрвати | Југословени | остали |
| Брестово | 1.271 | 1.384 | 1.426 | 1.513 | 1.417 | 1.254 | 0         | 1.192 | 2      | 13          | 47     |
| Драгаловци | 896   | 996   | 1.110 | 1.204 | 1.312 | 1.031 | 3         | 32    | 858    | 86          | 52     |
| Јелањска | 656   | 749   | 874   | 827   | 843   | 701   | 0         | 682   | 0      | 3           | 16     |
| Љеб | 338   | 394   | 442   | 512   | 506   | 446   | 0         | 426   | 0      | 9           | 11     |
| Митровићи | 427   | 476   | 506   | 511   | 491   | 441   | 0         | 424   | 1      | 6           | 10     |
| Осредак | 481   | 555   | 603   | 707   | 730   | 605   | 0         | 408   | 152    | 42          | 3      |
| Остружња Горња | 153   | 377   | 453   | 509   | 510   | 495   | 0         | 491   | 1      | 2           | 1      |
| Остружња Доња | 835   | 763   | 924   | 1.024 | 1.120 | 1.130 | 2         | 1.090 | 3      | 17          | 18     |
| Радња Доња | 441   | 498   | 578   | 673   | 710   | 572   | 0         | 557   | 0      | 11          | 4      |
| Рашковци | 529   | 592   | 700   | 694   | 714   | 666   | 1         | 530   | 117    | 10          | 8      |
| Станари | 641   | 777   | 1.141 | 1.224 | 1.301 | 1.299 | 1         | 1.204 | 20     | 45          | 29     |
| Цвртковци | 622   | 769   | 915   | 998   | 945   | 897   | 0         | 888   | 2      | 0           | 7      |
| Церовица | 1.161 | 1.352 | 1.476 | 1.572 | 1.858 | 1.701 | 1         | 1.682 | 6      | 6           | 6      |

## Насељена мјеста
Новоосновану општину Станари чине сљедећа мјеста: Брестово, Драгаловци, Јелањска, Љеб, Митровићи, Осредак, Остружња Доња, Остружња Горња, Радња Доња, Рашковци, Станари, Цвртковци и Церовица. Сједиште јој је у Станарима.

## Историја
До 1958. године Станари су били самостална општина. У саставу тадашње општине била су и насеља Тисовац и Љескове Воде, који су након поновног формирања општине остали у саставу града Добоја, као и насеља Поповићи и Кулаши у саставу општине Прњавор. 2014. године усвојен је закон о формирању општине Станари. До добијања статуса општине, Станари и 12 околних насеља су били у саставу града Добоја.

## Спорт
- Фудбал: ФК Рудар
- Рагби: РК Рудар